# Anwar Hossain
Anwar Hossain (6. října 1948 Dháka – 1. prosince 2018) byl bangladéšský fotograf a kameraman. Celkem pětkrát vyhrál Bangladéšskou filmovou cenu za nejlepší kinematografii za filmy Sundori (1979), Emiler Goenda Bahini (1980), Puraskar (1983), Anya Jibon (1995) a Lalsalu (2003).

## Mládí a vzdělání
Hossain se narodil ve staré Dháce 6. října 1948. Vystudoval střední školu Armanitola Government High School a následně pak Notre Dame College, Dhaka v letech 1965–1967. Zkoušky složil z oborů architektura na Bangladéšské univerzitě BUET a diplom za kinematografii získal na Filmovém a televizním institutu v indické Puně.

## Kariéra
Hossain započal kariéru fotografa v roce 1967. Fotograficky dokumentoval Bangladéšskou válku za nezávislost. Pracoval jako kameraman na patnácti hraných filmech a třiceti filmových dokumentech.

## Osobní život a smrt
Hossain emigroval do Francie po smrti své první ženy v roce 1991. V roce 1993 se oženil s Francouzkou, se kterou měli dva syny.
Dne 1. prosince 2018 byl nalezen mrtev v hotelu Olio Dream Haven v městské části Panthapath v Dhace. V hotelu přebýval, protože pracoval jako porotce pro místní fotografickou soutěž.

## Filmografie
- Surja Dighal Bari (La Maison Tragique), 1979
- Emiler Goenda Bahini, 1980
- Bostrobalikara: Garment Girls of Bangladesh (TV dokument)
- Dahan, 1985
- Anya Jibon, 1995
- Nadir Naam Madhumati (Řeka jménem Madhumati), 1994
- Chitra Nodir Pare (Quiet Flows the River Chitra), 1999
- Lalsalu, 2002
- Shyamol Chhaya, 2004
- Three Beauties (producent), 2006
- Swapnabhumi: The Promised Land, 2007

## Ceny a ocenění
Hossain získal více než 60 mezinárodních ocenění v oblasti fotografie.
- Sole Jury, Commonwealth photo contest, Kypr, 1980
- Principal National Jury, Bangladéš, 2008–2011